# Roosevelt (Utah)
Roosevelt je město v okresu Duchesne County ve státě Utah. K roku 2000 zde žilo 4 299 obyvatel. S celkovou rozlohou 13,6 km² byla hustota zalidnění 316,1 obyvatel na km². Pojmenováno bylo podle Theodora Roosevelta.